# Richard Rodgers (dezambiguizare)
Richard Rodgers se poate referi la:

### Persoane
- Richard Rodgers (1902–1979) a fost un compozitor și muzician american, unul dintre cei doi muzicieni ai cuplului Rodgers and Hammerstein și ai cuplului muzical Rodgers and Hart
- Richard Rodgers Sr. (n. 1961), fost jucător și actual antrenor de fotbal american
- Richard Rodgers (fotbal american) (n. 1992), jucător de fotbal american

### Personaje
- Richard Alexander Rodgers, numele la naștere al personajului Richard Castle

### Vezi și
- Richard Rodgers Theatre, teatru de musical din New York City, numit după compozitorul Richard Rodgers
- Richard Rodgers Award, premiu muzical
- Richard Rodgers School
- Rodgers
- Rogers